# 911
911是910与912之间的自然数。

## 数学性质
- 第156個質數。前一個為907、下一個為919。
- 为索菲热尔曼质数，即2*911+1=1823仍为质数
- 为三个连续质数和（293+307+311）
- 为艾森斯坦质数
  - 高斯質數之一。
- 虧數，真因數和為1，虧度為910。
- 不尋常數，大於平方根的質因數為911。
- 無平方數因數的數。
- 十进制的等數位數。
- 由于913为半素数，则911为陈（景润）素数
- 序列7上存在911个反演半群